# UCI ProTour 2007
 (septembre 2016).
Si vous disposez d'ouvrages ou d'articles de référence ou si vous connaissez des sites web de qualité traitant du thème abordé ici, merci de compléter l'article en donnant les références utiles à sa vérifiabilité et en les liant à la section « Notes et références ».
Navigation
Édition précédente Édition suivante
L'UCI ProTour 2007 est la troisième édition de l'UCI ProTour, qui rassemble l'élite du cyclisme sur route masculin sous l'égide de l'Union cycliste internationale (UCI).

## Organisation
L'UCI a mis en place en 2005 un nouveau système qui contraint les équipes de l'Élite à participer aux 27 épreuves inscrites au calendrier « UCI ProTour ». Aucun cycliste n'étant capable de courir toutes ces épreuves, un roulement se fait au sein de ces équipes. Chaque épreuve donne des points et un classement permet de connaître la meilleure équipe de l'année. Le Tour de France donne, par exemple, 100 points au vainqueur, contre 80 pour les tours d'Espagne et d'Italie, et 50 pour une très grande classique comme Paris-Roubaix ou Milan-San Remo.
Les 20 équipes désignées comme Élite dites « ProTour » doivent obligatoirement prendre le départ des 27 courses inscrites au calendrier. Les autres équipes dites « continentales » peuvent aussi sur invitation de l'organisateur participer à certaines de ces courses.

## Équipes
En 2007, les équipes Astana-Würth (groupe Active Bay) et Phonak ont disparu, libérant deux licences pour cette nouvelle saison. La commission des licences de l'UCI ProTour a décidé de les attribuer aux équipes Unibet.com et Astana.
| UCI ProTeams en 2007  | UCI ProTeams en 2007 | UCI ProTeams en 2007 |
| Nom de l'équipe       | Pays                 | Code                 |
| --------------------- | -------------------- | -------------------- |
| AG2R Prévoyance       | France               | A2R                  |
| Astana                | Kazakhstan           | AST                  |
| Bouygues Telecom      | France               | BTL                  |
| Caisse d'Épargne      | Espagne              | GCE                  |
| Cofidis               | France               | COF                  |
| Crédit agricole       | France               | C.A                  |
| CSC                   | Danemark             | CSC                  |
| Discovery Channel     | États-Unis           | DSC                  |
| Euskaltel-Euskadi     | Espagne              | EUS                  |
| Gerolsteiner          | Allemagne            | GST                  |
| La Française des jeux | France               | FDJ                  |
| Lampre-Fondital       | Italie               | LAM                  |
| Liquigas              | Italie               | LIQ                  |
| Milram                | Allemagne            | MRM                  |
| Predictor-Lotto       | Belgique             | PRL                  |
| Quick Step-Innergetic | Belgique             | QSI                  |
| Rabobank              | Pays-Bas             | RAB                  |
| Saunier Duval-Prodir  | Espagne              | SDV                  |
| T-Mobile              | Allemagne            | TMO                  |
| Unibet.com            | Pays-Bas             | UNI                  |

## Calendrier
| Date             | Nom de l'épreuve             | Pays                 | Vainqueur            |
| ---------------- | ---------------------------- | -------------------- | -------------------- |
| 11-18 mars       | Paris-Nice                   | France               | Alberto Contador     |
| 14-20 mars       | Tirreno-Adriatico            | Italie               | Andreas Klöden       |
| 24 mars          | Milan-San Remo               | Italie               | Óscar Freire         |
| 8 avril          | Tour des Flandres            | Belgique             | Alessandro Ballan    |
| 9-14 avril       | Tour du Pays basque          | Espagne              | Juan José Cobo       |
| 11 avril         | Gand-Wevelgem                | Belgique             | Marcus Burghardt     |
| 15 avril         | Paris-Roubaix                | France               | Stuart O'Grady       |
| 22 avril         | Amstel Gold Race             | Pays-Bas             | Stefan Schumacher    |
| 25 avril         | Flèche wallonne              | Belgique             | Davide Rebellin      |
| 29 avril         | Liège-Bastogne-Liège         | Belgique             | Danilo Di Luca       |
| 1er-6 mai        | Tour de Romandie             | Suisse               | Thomas Dekker        |
| 12 mai-3 juin    | Tour d'Italie                | Italie               | Danilo Di Luca       |
| 21-27 mai        | Tour de Catalogne            | Espagne              | Vladimir Karpets     |
| 10-17 juin       | Critérium du Dauphiné libéré | France               | Christophe Moreau    |
| 16-24 juin       | Tour de Suisse               | Suisse               | Vladimir Karpets     |
| 24 juin          | Eindhoven Team Time Trial    | Pays-Bas             | Team CSC             |
| 7-29 juillet     | Tour de France               | France               | Alberto Contador     |
| 4 août           | Classique de Saint-Sébastien | Espagne              | Leonardo Bertagnolli |
| 8-16 août        | Tour d'Allemagne             | Allemagne            | Jens Voigt           |
| 19 août          | Vattenfall Cyclassics        | Allemagne            | Alessandro Ballan    |
| 22-29 août       | Eneco Tour                   | Belgique et Pays-Bas | José Iván Gutiérrez  |
| 1er-23 septembre | Tour d'Espagne               | Espagne              | Denis Menchov        |
| 2 septembre      | Grand Prix de Plouay         | France               | Thomas Voeckler      |
| 10-16 septembre  | Tour de Pologne              | Pologne              | Johan Vansummeren    |
| 7 octobre        | Championnat de Zurich        | Suisse               | annulé               |
| 14 octobre       | Paris-Tours                  | France               | Alessandro Petacchi  |
| 20 octobre       | Tour de Lombardie            | Italie               | Damiano Cunego       |

## Classements finals
Classement final au 20 octobre 2007
|    | Coureur             | Pays       | Équipe               | Pts |
| 1  | Cadel Evans         | Australie  | Predictor-Lotto      | 247 |
| 2  | Davide Rebellin     | Italie     | Gerolsteiner         | 197 |
| 3  | Alberto Contador    | Espagne    | Discovery Channel    | 191 |
| 4  | Alejandro Valverde  | Espagne    | Caisse d'Épargne     | 190 |
| 5  | Óscar Freire        | Espagne    | Rabobank             | 182 |
| 6  | Denis Menchov       | Russie     | Rabobank             | 172 |
| 7  | Damiano Cunego      | Italie     | Lampre-Fondital      | 165 |
| =  | Kim Kirchen         | Luxembourg | T-Mobile             | 165 |
| 9  | Samuel Sánchez      | Espagne    | Euskaltel-Euskadi    | 159 |
| 10 | Vladimir Karpets    | Russie     | Caisse d'Épargne     | 145 |
| 11 | Alessandro Ballan   | Italie     | Lampre-Fondital      | 135 |
| 12 | Carlos Sastre       | Espagne    | CSC                  | 127 |
| 13 | Alessandro Petacchi | Italie     | Milram               | 120 |
| 14 | Levi Leipheimer     | États-Unis | Discovery Channel    | 118 |
| 15 | Andy Schleck        | Luxembourg | CSC                  | 111 |
| 16 | Riccardo Riccò      | Italie     | Saunier Duval-Prodir | 111 |
| 17 | Fränk Schleck       | Luxembourg | CSC                  | 101 |
| 18 | Thomas Dekker       | Pays-Bas   | Rabobank             | 95  |
| 19 | Christophe Moreau   | France     | AG2R Prévoyance      | 88  |
| =  | Robbie McEwen       | Australie  | Predictor-Lotto      | 88  |

|    | Équipe                | Pays | Pts |
| 1  | CSC                   |      | 392 |
| 2  | Liquigas              |      | 354 |
| 3  | Caisse d'Épargne      |      | 337 |
| 4  | AG2R Prévoyance       |      | 324 |
| 5  | Quick Step-Innergetic |      | 310 |
| 6  | Saunier Duval-Prodir  |      | 306 |
| 7  | Rabobank              |      | 300 |
| =  | Discovery Channel     |      | 300 |
| 9  | Predictor-Lotto       |      | 293 |
| 10 | Lampre-Fondital       |      | 258 |
| 11 | Euskaltel-Euskadi     |      | 227 |
| 12 | Astana                |      | 218 |
| 13 | T-Mobile              |      | 212 |
| 14 | Gerolsteiner          |      | 207 |
| 15 | Crédit agricole       |      | 182 |
| 16 | Bouygues Telecom      |      | 178 |
| 17 | Cofidis               |      | 177 |
| 18 | Milram                |      | 148 |
| 19 | La Française des Jeux |      | 137 |
| 20 | Unibet.com            |      | 127 |

|    | Pays       | Pts |
| 1  | Espagne    | 849 |
| 2  | Italie     | 728 |
| 3  | Australie  | 520 |
| 4  | Russie     | 437 |
| 5  | Luxembourg | 377 |
| 6  | Allemagne  | 337 |
| 7  | Pays-Bas   | 293 |
| 8  | Belgique   | 281 |
| 9  | États-Unis | 215 |
| 10 | France     | 180 |

## Victoires sur le ProTour
|     | Coureur              | Pays | Vict. |
| 1.  | Alessandro Petacchi  |      | 8     |
| 2.  | Robbie McEwen        |      | 6     |
| 3.  | Alberto Contador     |      | 5     |
|     | Samuel Sánchez       |      | 5     |
|     | Daniele Bennati      |      | 5     |
| 6.  | Danilo Di Luca       |      | 4     |
|     | Fabian Cancellara    |      | 4     |
|     | Alexandre Vinokourov |      | 4     |
|     | Óscar Freire         |      | 4     |
| 10. | Juan José Cobo       |      | 3     |
|     | Riccardo Riccò       |      | 3     |
|     | Christophe Moreau    |      | 3     |
|     | Thomas Dekker        |      | 3     |
|     | Gerald Ciolek        |      | 3     |
|     | Jens Voigt           |      | 3     |
|     | Mark Cavendish       |      | 3     |
|     | Erik Zabel           |      | 3     |
|     | Denis Menchov        |      | 3     |

|     | Équipe                       | Pays | Vict. |
| 1.  | Lampre-Fondital              |      | 14    |
| 2.  | CSC                          |      | 12    |
|     | Saunier Duval-Prodir         |      | 12    |
|     | Rabobank                     |      | 12    |
| 5.  | Milram                       |      | 11    |
| 6.  | Discovery Channel            |      | 10    |
|     | T-Mobile                     |      | 10    |
|     | Liquigas                     |      | 10    |
| 9.  | Astana                       |      | 9     |
| 10. | Quick Step-Innergetic        |      | 8     |
|     | Caisse d'Épargne             |      | 8     |
|     | Gerolsteiner                 |      | 8     |
|     | Predictor-Lotto              |      | 8     |
| 14. | Euskaltel-Euskadi            |      | 6     |
| 15. | AG2R Prévoyance              |      | 4     |
|     | Cofidis                      |      | 4     |
| 17. | Acqua & Sapone-Caffè Mokambo |      | 3     |
| 18. | Relax-GAM                    |      | 2     |
|     | Barloworld                   |      | 2     |
| 20. | Unibet.com                   |      | 1     |
|     | Crédit agricole              |      | 1     |
|     | La Française des Jeux        |      | 1     |
|     | Ceramica Panaria-Navigare    |      | 1     |
|     | Andalucía-Cajasur            |      | 1     |

| Pos. | Pays        | Vict. |
| 1.   | Italie      | 40    |
| 2.   | Espagne     | 25    |
| 3.   | Allemagne   | 21    |
| 4.   | Australie   | 9     |
| 5.   | Belgique    | 8     |
|      | Russie      | 8     |
| 7.   | France      | 6     |
| 8.   | Kazakhstan  | 5     |
|      | Royaume-Uni | 5     |
| 10.  | Suisse      | 4     |
|      | Pays-Bas    | 4     |